# Північноафриканська улоговина
Північноафриканська улоговина, Канарська котловина — пониження дна Атлантичного океану на південь від Азорських островів, між материковим схилом Африки і Північно-Атлантичним підводним хребтом.
Переважаючі глибини 5000—5500 м, найбільша глибина 6501 м (за іншими даними, 6549 м). Дно котловини покрите головним чином глибоководною червоною глиною.